# Hollywood Road (Hongkong)
Hollywood Road (amtliche Schreibung: chinesisch 荷李活道, Pinyin Hélǐhuó Dào, IPA (hochchinesisch) [hɔ̏ːle̬iwùːt tòu], Jyutping ho4lei5wut6 dou6, Yale hòhléihwuht douh, alternative inoffizielle Schreibung: 荷里活道) ist eine Straße in den Distrikten Central und Sheung Wan auf Hong Kong Island in Hongkong. Die Straße verläuft zwischen Central und Sheung Wan und ist umgeben von den Straßenzügen von Wyndham Street, Arbuthnot Road, Ladder Street, Upper Lascar Row und Old Bailey Street.
Hollywood Road war die zweite Straße, die in Victoria City angelegt wurde, nachdem die Kolonie gegründet worden war, nach der Queen’s Road Central. Und sie war die erste, welche fertiggestellt wurde. An der Straße liegt der Man Mo Temple, der in den frühen Jahren als Gerichtsplatz genutzt wurde.

## Name
Hollywood Road wurde 1844 angelegt, noch bevor das berühmtere Hollywood in Kalifornien besiedelt wurde. Der Name bezieht sich entweder auf Hartlaubgewächse (Stechpalmen, englisch Holly), welche zu dieser Zeit in dem Gebiet wuchsen, oder auf den Familiensitz von Sir John Francis Davis, des zweiten Gouverneurs von Hong Kong, in Westbury-on-Trym bei Bristol, England.

## Geographie

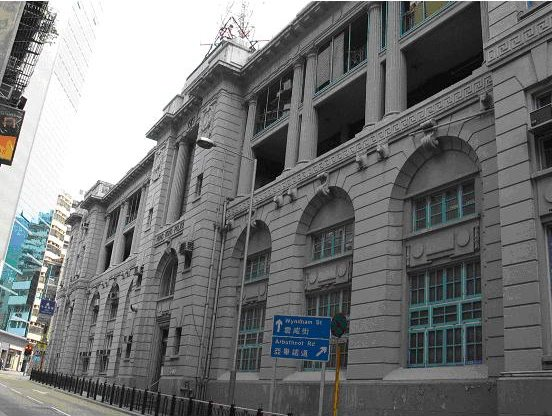
Central Police Station

Die Straße verläuft zwischen den Stadtvierteln Central und Sheung Wan mit den Straßen Wyndham Street, Arbuthnot Road, Ladder Street, Upper Lascar Row und Old Bailey Street in der Umgebung.
Die Straße war immer eine beliebte Einkaufsstraße mit massenhaft Schmuck- und Antiquitätenläden: Chinesische Möbel, Porzellan, Buddhaskulpturen und tibetische Teppichen, japanische Netsukes und lackierte Coromandel screens, Keramiken der Ming-Dynastie, aber auch kitschige maoistische Memorabilia sind in den Läden erhältlich. Zum Teil hat sich die Straße zm Zentrum für Zeitgenössische Kunst in Hongkong entwickelt. Die erste Galerie war 1987 das Plum Blossoms. Seither folgten viele weitere.

## Geschichte

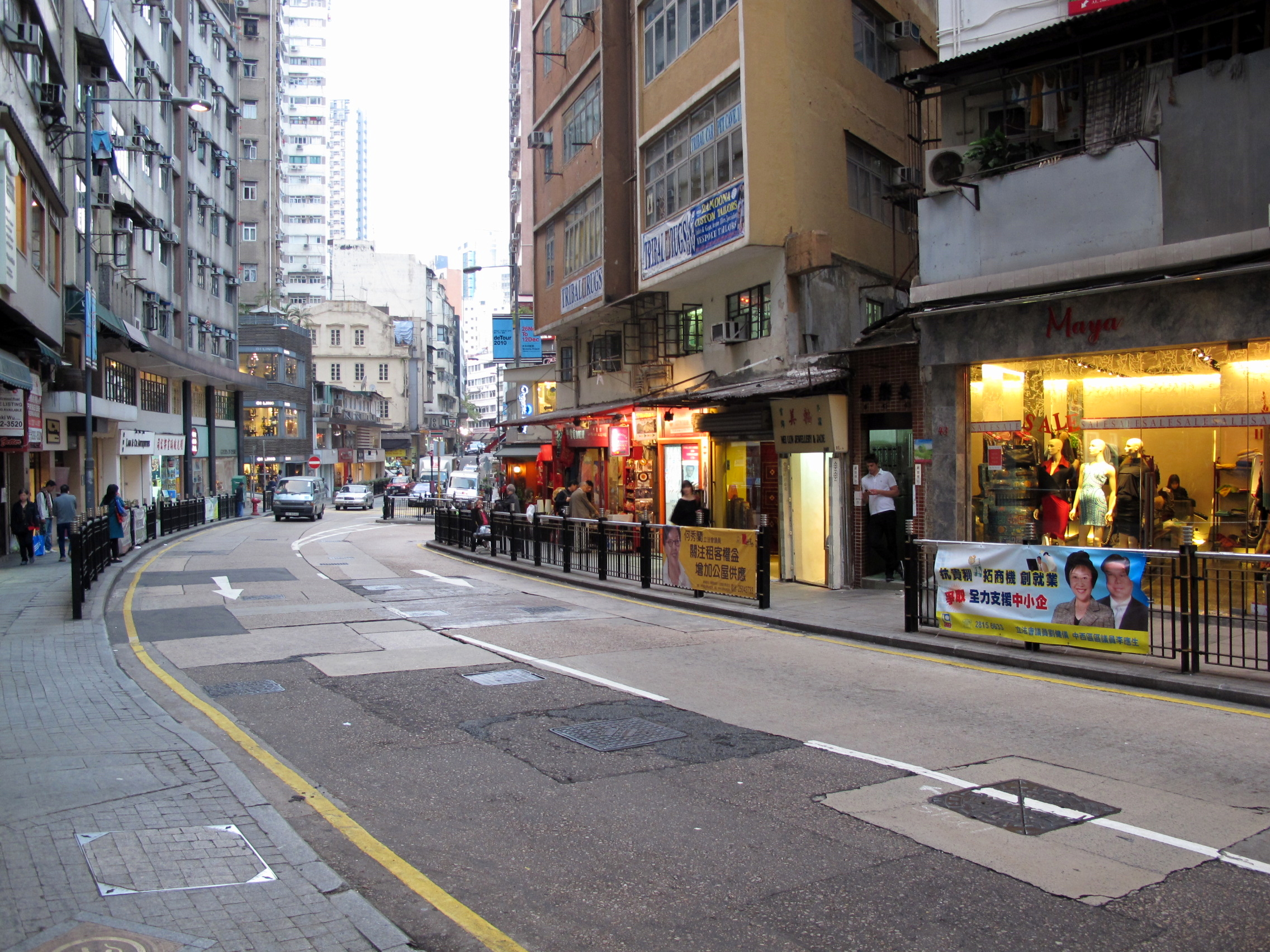
Hollywood Road 2010

Hollywood Road war die zweite Straße, die erbaut wurde, als die Kolonie Hong Kong gegründet wurde, nach Queen’s Road Central, sowie die erste, die fertiggestellt wurde. Wie die meisten der Hauptstraßen in den frühen Jahren der Kolonie wurde die Hollywood Road von den Royal Engineers errichtet. Vor über hundert Jahren lag die Straße viel näher an der Küstenlinie. In diesen Tagen pflegten die ausländischen Händler und Seeleute die Antiquitäten und Artefakte, die sie in China „gesammelt“ (collected) hatten dort zum Verkauf auszustellen, wenn sie auf dem Rückweg nach Europa waren.
1960 wurden Szenen zum Hollywood-Film Die Welt der Suzie Wong (englisch The World of Suzie Wong) in der Hollywood Road gedreht. Dafür wurde eigens ein altes Holzgebäude als Bar für den Film rekonstruiert.
Besonders erwähnenswerte Bauwerke sind Hollywood Road Park, Liang Yi Museum und Hollywood Road Police Married Quarters (PMQ) ein historisches Wohngebäude für verheiratete Polizisten. Er wird heute als Veranstaltungsort und als Ausstellungsort für Kunst- und Design verwendet.

### The Union Church
1844 gründete James Legge die Union Church. Reverend James Legge war ein schottischer Missionar, der erst 1843 von der London Missionary Society nach Hongkong entsandt worden war. Das erste Gebäude der Union Church wurde 1845 an der Hollywood Road oberhalb von Central errichtet. Jeden Sonntag gab es morgens einen Gottesdienst in Englischer Sprache und abends einen Gottesdienst in Chinesischer Sprache. Die Kirche zog später um auf ein neues Geländer an der Staunton Street.

### Man Mo Temple
Man Mo Temple (Man Mo Miu, 文武廟) ist ein gewöhnlicher Tempel für die Verehrung der Gottheiten Man Tai (文帝) Zhang Yazi (張亞子) und Mo Tai (武帝) Kwan Yu (關羽), die angerufen werden um für gute Resultate bei Prüfungen zu sorgen. Der Tempel in der Hollywood Road wurde 1847 gebaut. Er wird seit 1908 von der Tung Wah Group of Hospitals betreut. Und ist ein declared Monument.

### Central Police Station
Die Central Police Station war die erste Polizeistation in Hongkong. Der älteste Gebäudeteil in dem Gelände ist ein Barrackenblock von 1864. Die Station ist ein dreistöckiges Gebäude an der Seite des Victoria Prison. Ein zusätzliches Stockwerk wurde 1905 angefügt. 1919 wurde der Headquarters Block mit Blick auf die Hollywood Road errichtet. In der Folge wurde 1925 der zweistöckige Stable Block am Nordwestende des Procession ground gebaut und später als Munitionslager genutzt. Die Polizeistation zusammen mit der ehemaligen Central Magistracy und dem Victoria Prison bilden eine Gruppe historischer Gebäude, die Recht und Ordnung in Hongkong repräsentierten.